# Elisabeth Pinedo Sáenz
Elisabeth Pinedo Sáenz, coneguda esportivament com a Eli Pinedo, (Amurrio, Àlaba, 13 de maig de 1981) és una exjugadora d'handbol basca, guanyadora d'una medalla olímpica.
Va participar, als 31 anys, en els Jocs Olímpics d'Estiu de 2012 celebrats a Londres (Regne Unit), on va guanyar la medalla de bronze en derrotar en el partit pel tercer lloc a la selecció de Corea del Sud.
Al llarg de la seva carrera ha obtingut una medalla de bronze al Campionat del Món d'handbol, dues medalles de plata als Campionats d'Europa. Es va retirar de la competició el 2016.